# ديفيس فلويد
ديفيس فلويد (بالإنجليزية: Davis Floyd)‏ هو سياسي أمريكي، ولد في 1776 في فرجينيا في الولايات المتحدة، وتوفي في 13 ديسمبر 1834 في مقاطعة ليون في الولايات المتحدة. حزبياً، نشط في الحزب الجمهوري الديمقراطي. وقد انتخب عضو مجلس نواب إنديانا.